# Степной жаворонок

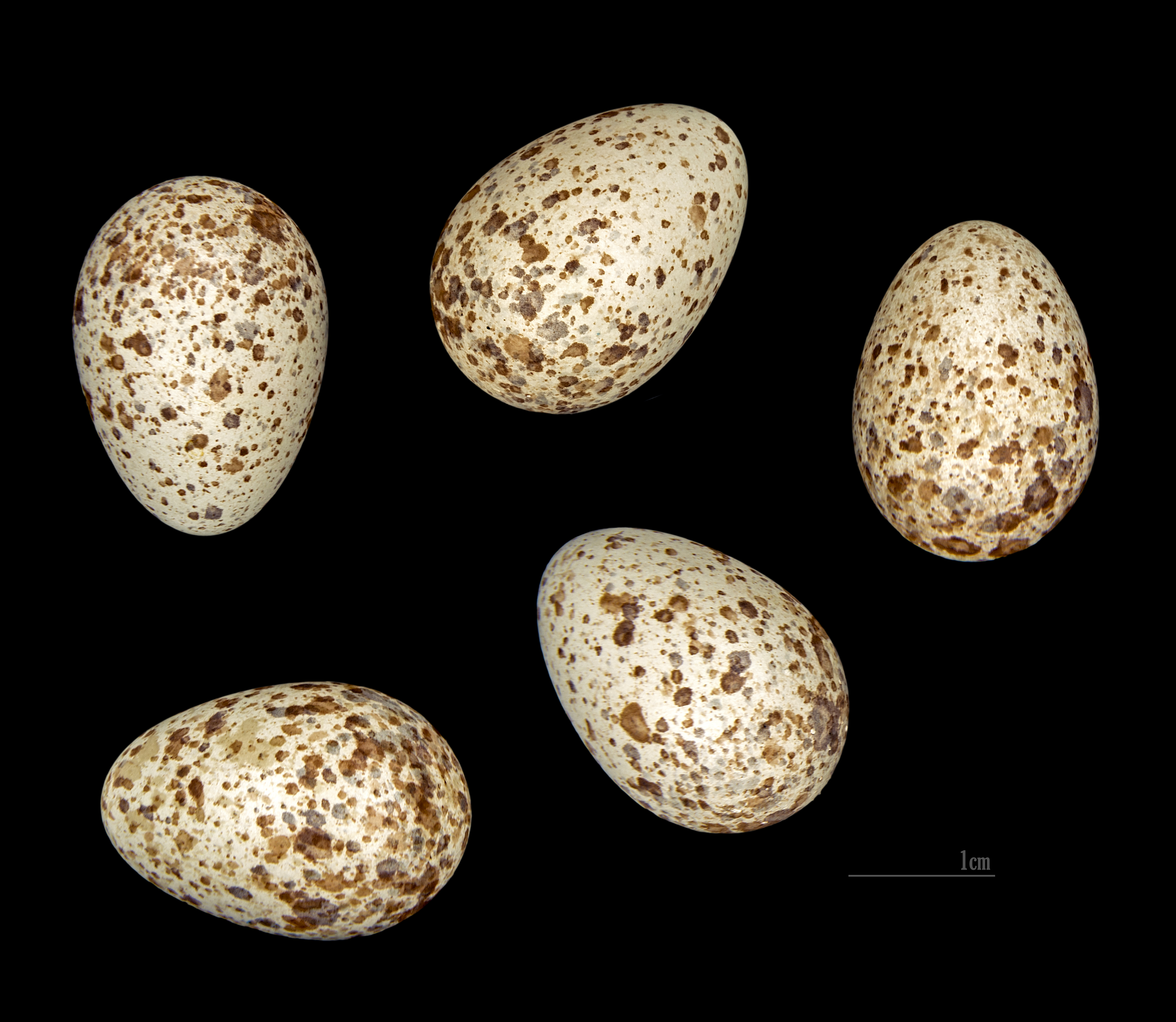
Melanocorypha calandra

Степной жаворонок, или обыкновенный степной жаворонок, или джурбай, или каландра (лат. Melanocorypha calandra), — вид воробьиных птиц из семейства жаворонковых (Alaudidae).

## Внешний вид
Это крупные жаворонки 19—22 см в длину с невзрачной окраской. Они окрашены в коричневый цвет сверху и белый снизу с двумя крупными чёрными пятнами на груди. Размах крыльев составляет 36-44 см. Масса 55-75 грамм. По заднему краю крыла белая полоса (заметная только в полёте), крайние рулевые перья также белые.

## Распространение
Степные жаворонки обитают в таких странах, как Азербайджан, Албания, Алжир, Армения, Афганистан, Болгария, Босния и Герцеговина, Греция, Грузия, Египет, Израиль, Иордания, Ирак, Иран, Испания, Италия, Казахстан, Кипр, Киргизия, Ливан, Ливия, Македония, Марокко, Молдавия, Палестина, Португалия, Российская Федерация, Румыния, Саудовская Аравия, Сербия, Сирия, Словения, Таджикистан, Тунис, Туркменистан, Турция, Узбекистан, Украина, Франция, Хорватия, Черногория.

## Образ жизни
Для гнездования эти птицы предпочитают открытые пространства, такие как степи. Вид моногамен и откладывает яйца с начала апреля по июль. Гнездо строится из стеблей травы и маленьких листьев, выстилается более мягким материалом и строится в неглубокой впадине на земле, часто под кочкой. В кладке обычно 4—5 яиц. Главной пищей этих птиц является зерно. Во время брачного периода их «меню» дополняется также и насекомыми. Песня напоминает песню полевого жаворонка, но громче.